# Yeah Yeah Yeahs
Yeah Yeah Yeahs er et amerikansk band dannet i år 2000 og består af tre medlemmer: Karen O, Nick Zinner og Brian Chase. Karen O er forsanger, mens Nick Zinner spiller guitar, og Brian Chase spiller trommer.
De har i alt udgivet fem album Fever to Tell (2003), Show Your Bones (2006), It's Blitz! (2009), Mosquito (2013) og Cool It Down (2022), samt de tre ep'er Yeah Yeah Yeahs (2001), Machine (2002) og Is Is (2007).
Bandet har også lavet dvd'en Tell Me What Rockers to Swallow. Den blev udgivet i 2004 og indeholder blandt andet en livekoncert, et interview og fire musikvideoer.

## Diskografi
- Fever to Tell (2003)
- Show Your Bones (2006)
- It's Blitz! (2009)
- Mosquito (2013)
- Cool It Down (2022)